# نگارخانه ملی استرالیا
نگارخانه ملی استرالیا (به انگلیسی: National Gallery of Australia)، یکی از بزرگ‌ترین موزه‌های هنری در استرالیا است که بیش از ۱۶۶٬۰۰۰ اثر هنری را در خود جای داده‌است. این نگارخانه که در سال ۱۹۶۷ میلادی تأسیس شد، در شهر کانبرا، قلمرو پایتختی استرالیا واقع شده‌است.

## نمونهٔ آثار

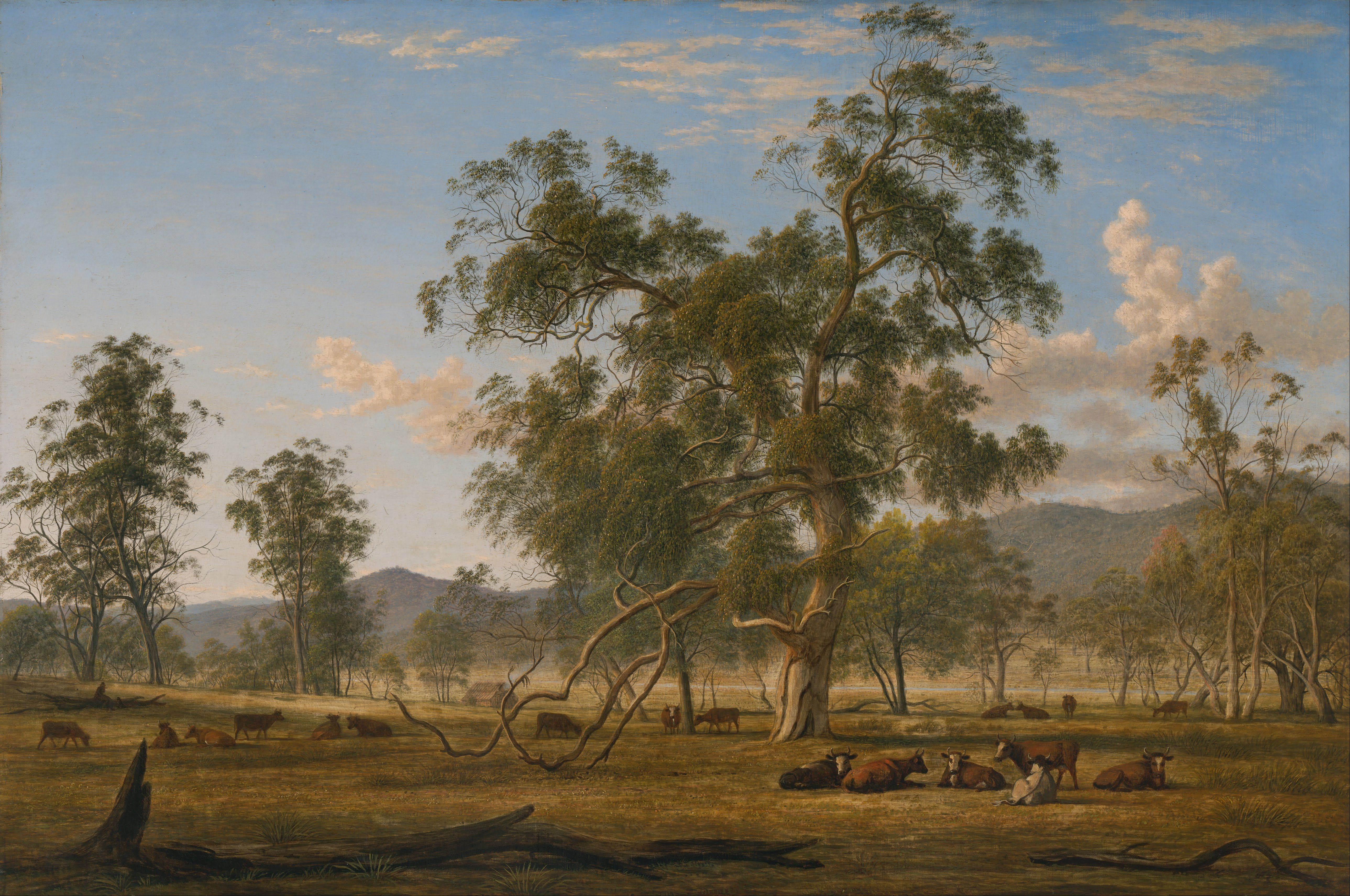
چشم‌اندازی از پاتردیل با گاوها حوالی  ۱۸۳۳ م. اثر جان گلاور
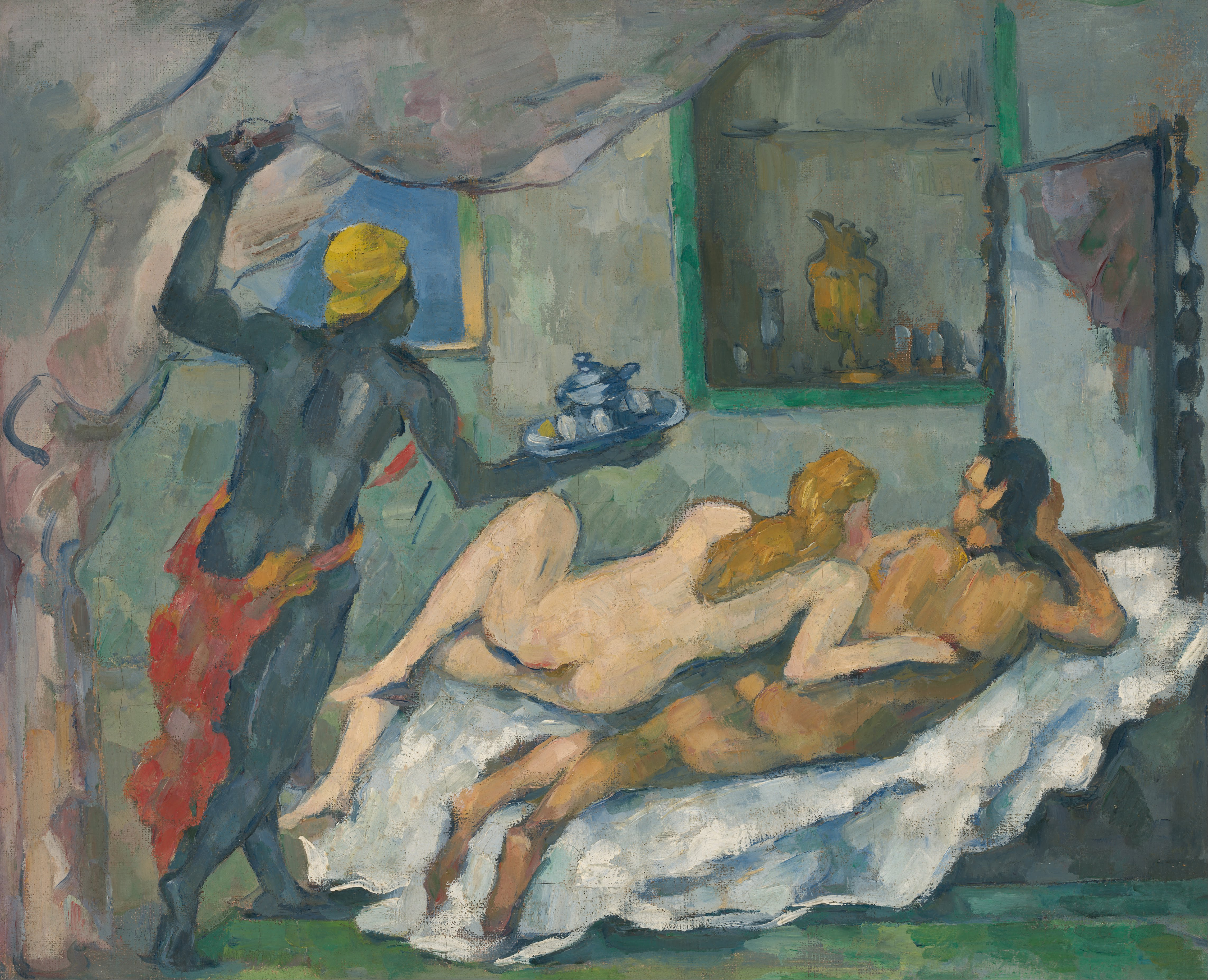
بعدازظهری در ناپل حوالی ۱۸۷۵ م. اثر پل سزان
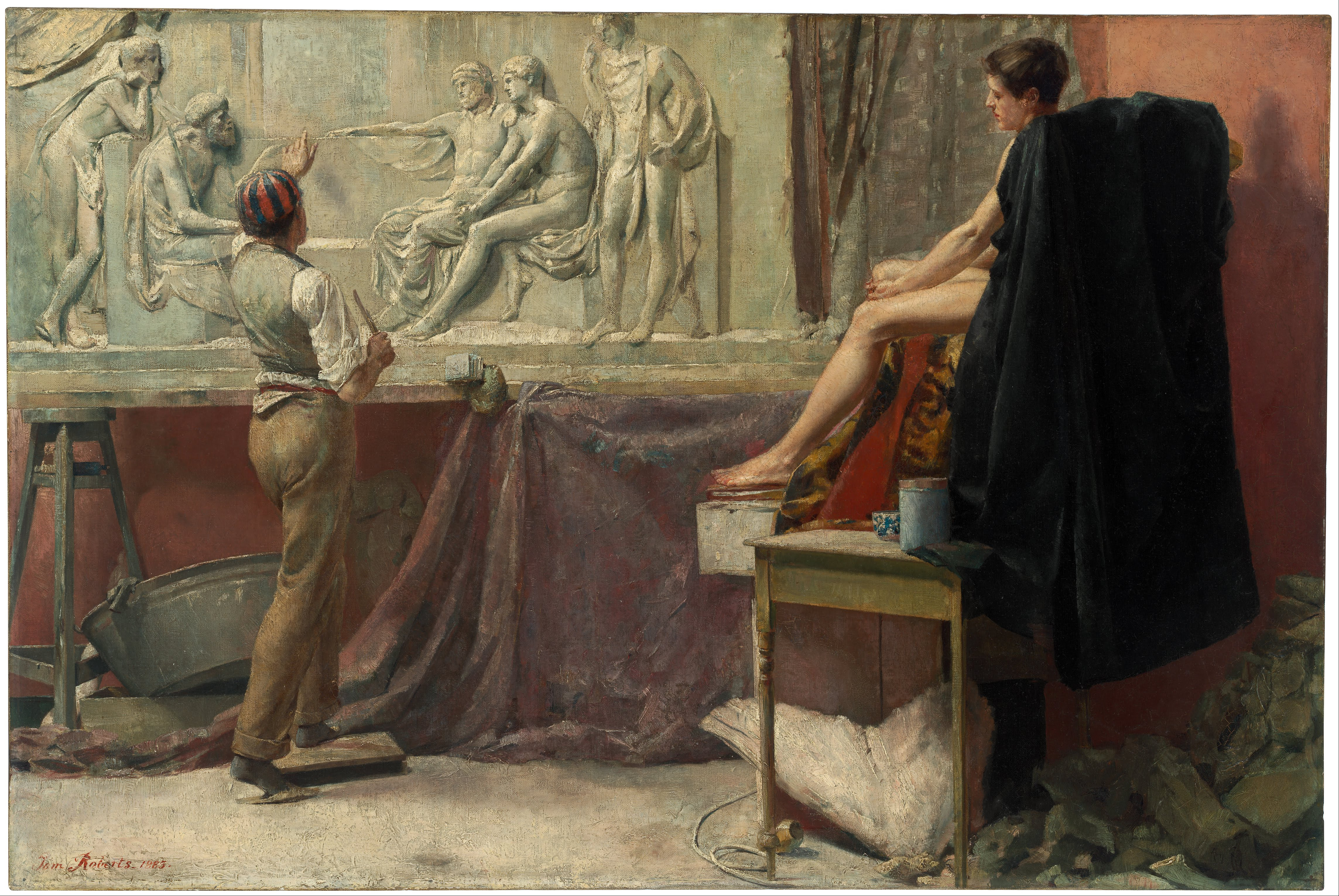
کارگاه مجسمه‌ساز ۱۸۸۵ م. اثر تام رابرتز
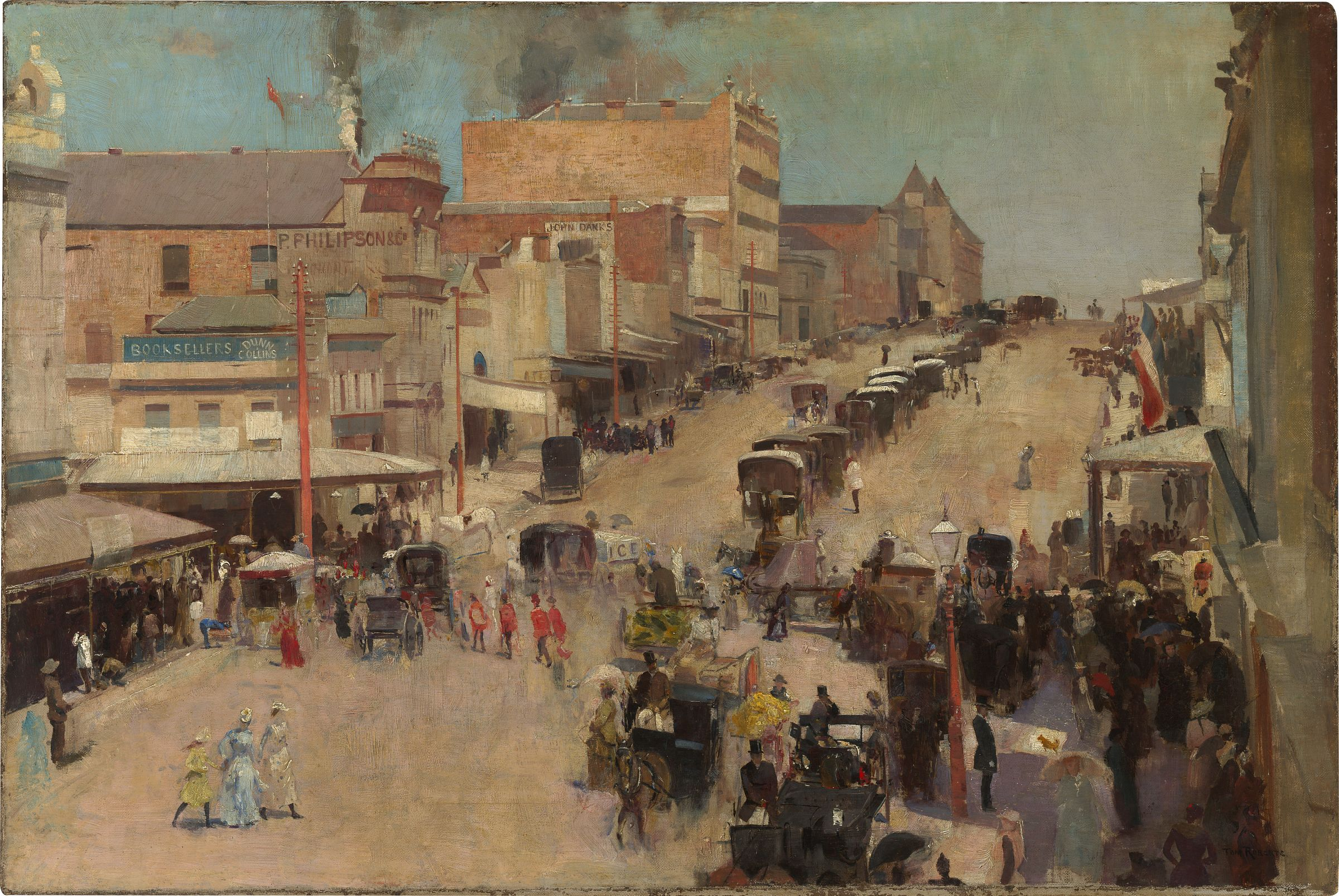
خیابان بورک ۱۸۸۶ م. اثر تام رابرتز
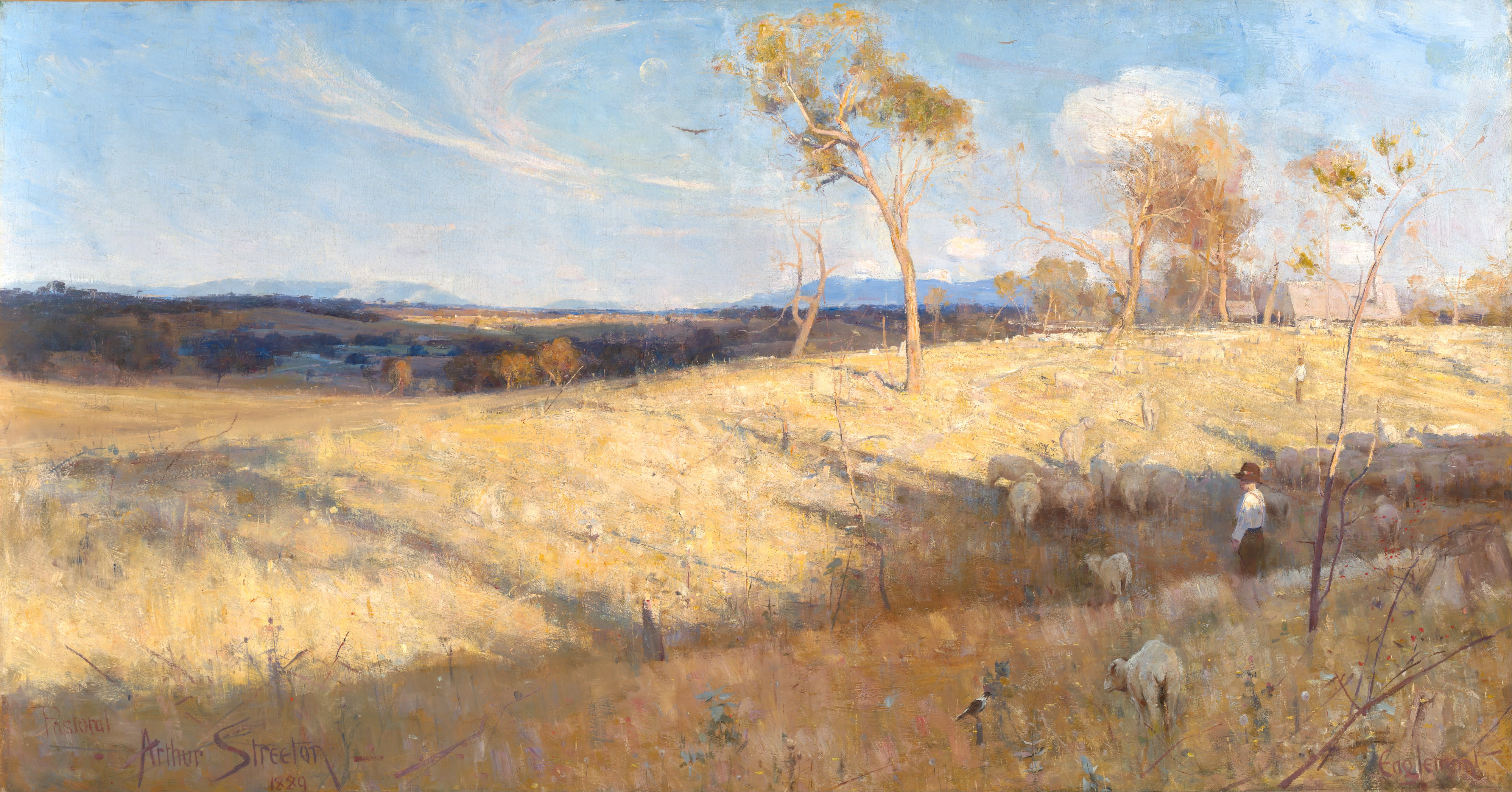
تابستان طلایی، ایگل‌مونت ۱۸۸۹ م. اثر آرتور استریتن
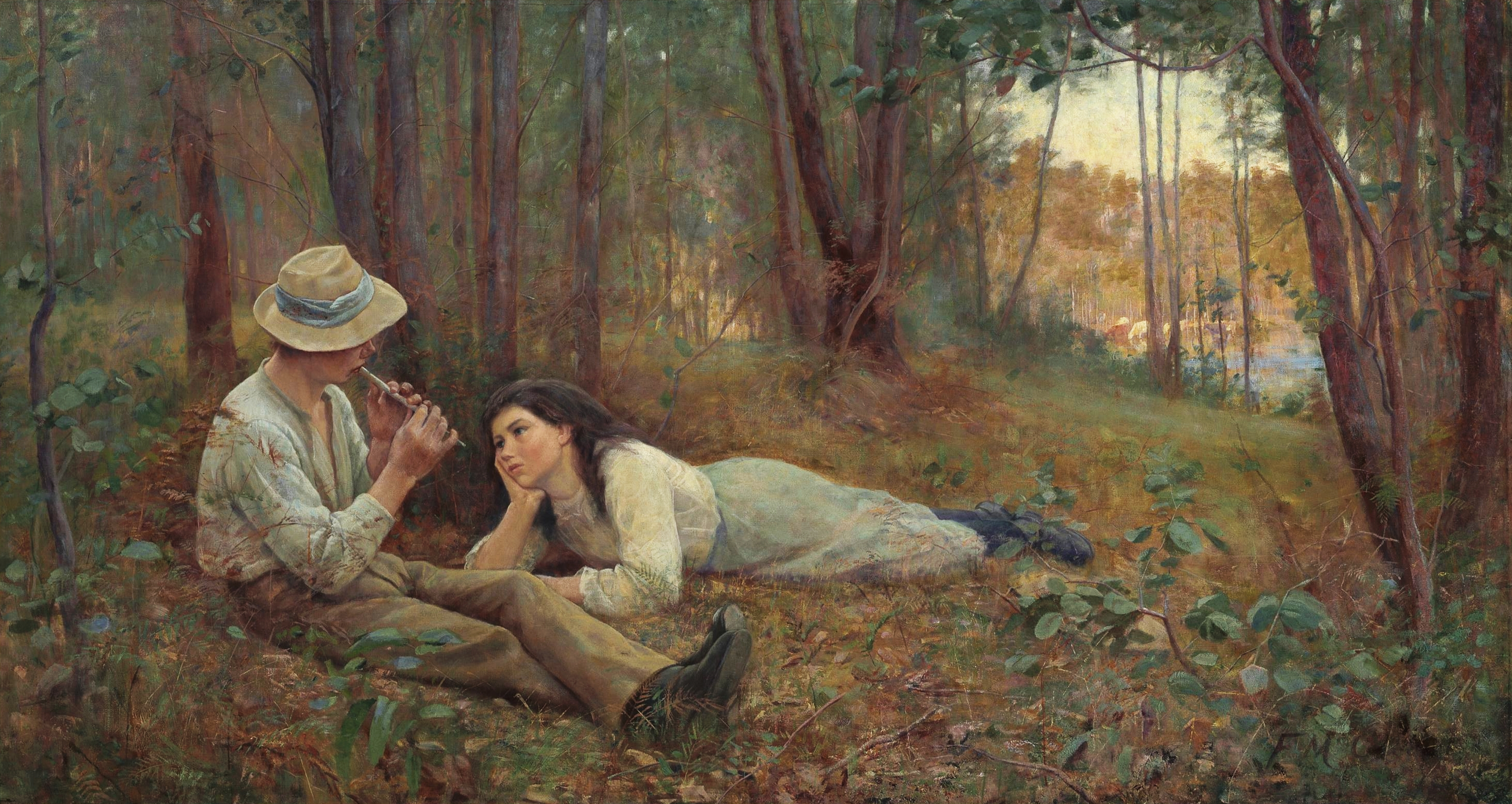
بوش ایدیل ۱۸۹۳ م. اثر فردریک مک‌کوبین
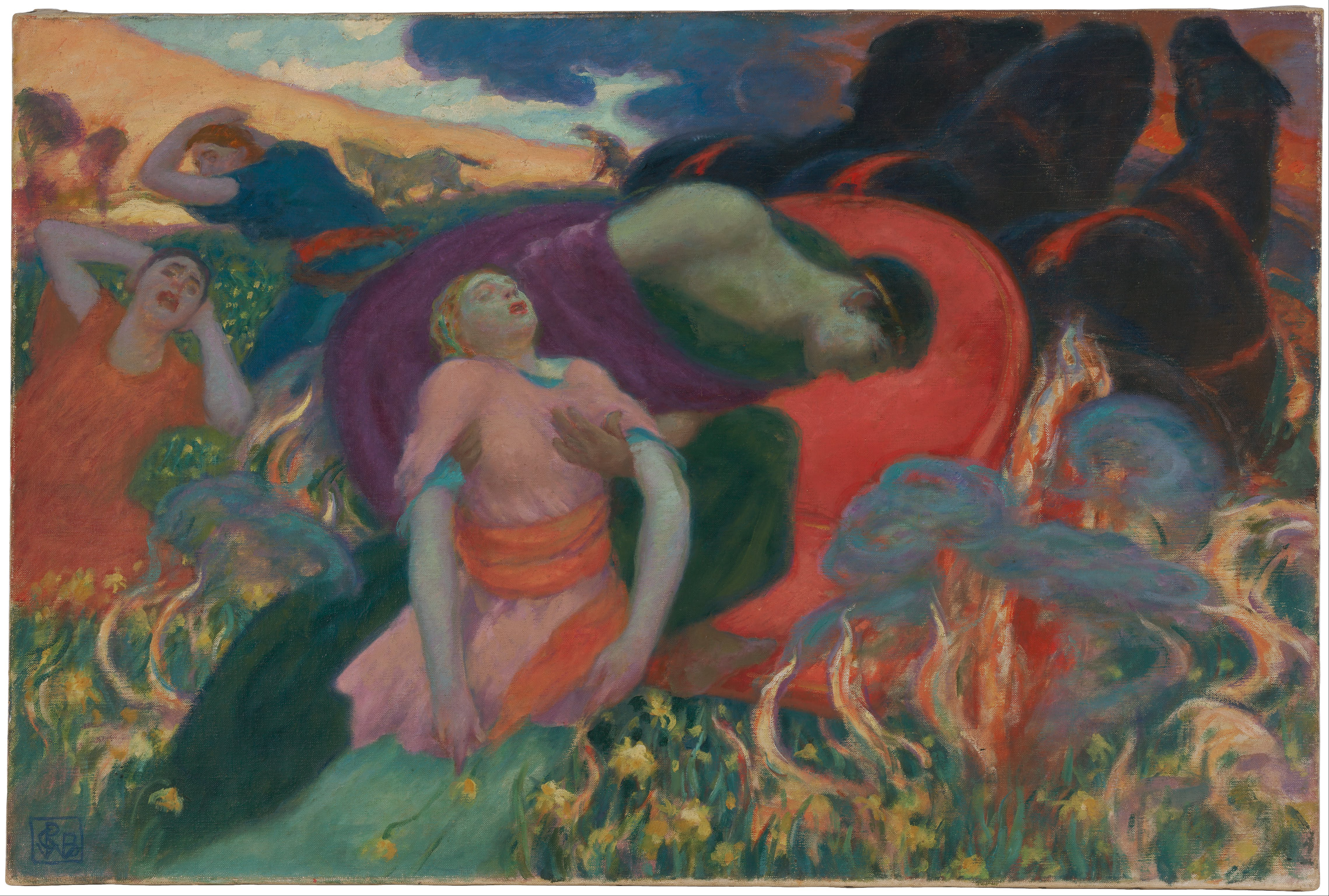
تجاوز به پرسفونه حوالی ۱۹۱۳ م. اثر روپرت بانی
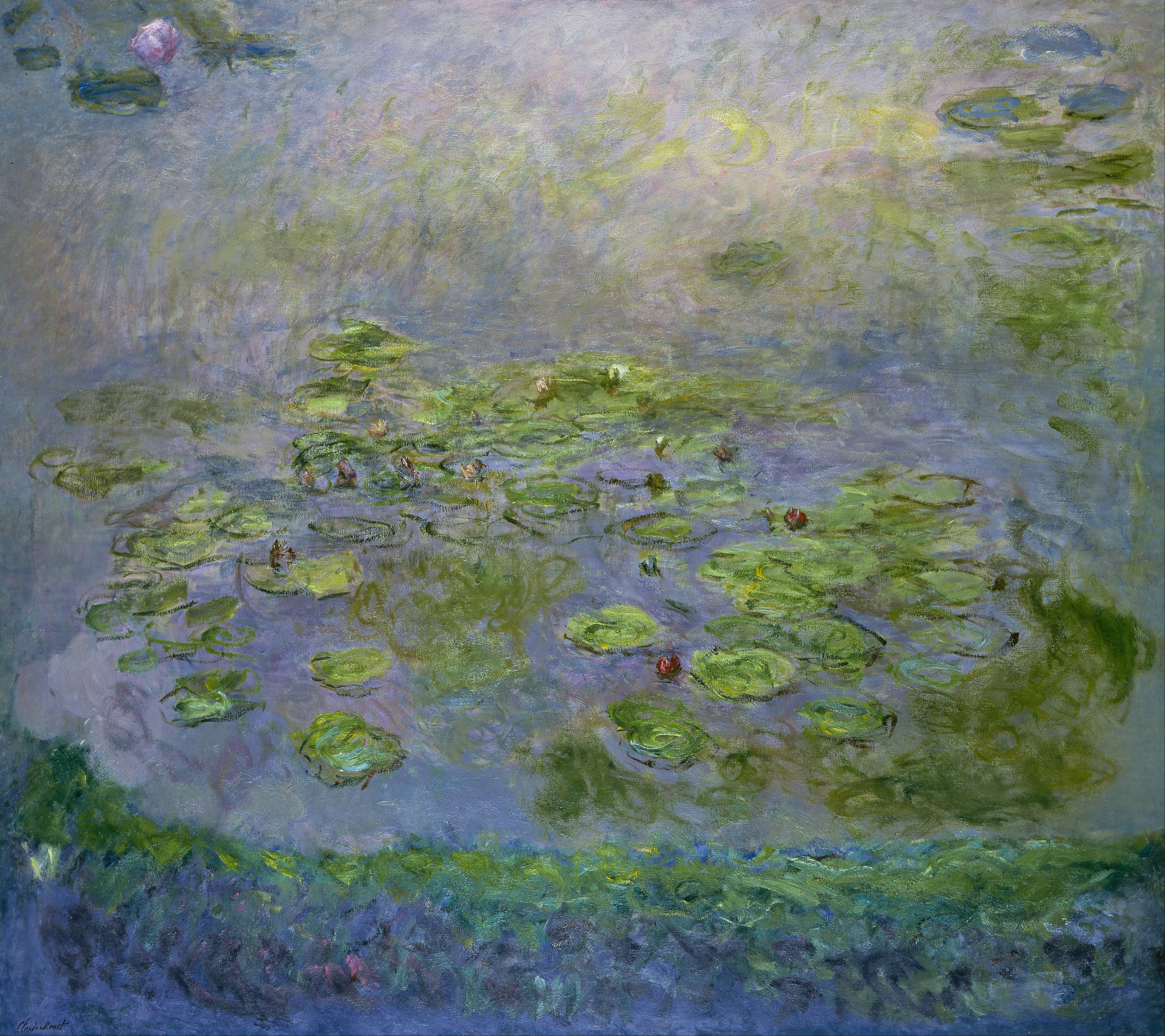
بِرکهٔ نیلوفر آبی، یکی از ۱۸ چشم‌انداز بِرکه ۱۹۱۴ تا ۱۹۱۷ م. اثر کلود مونه
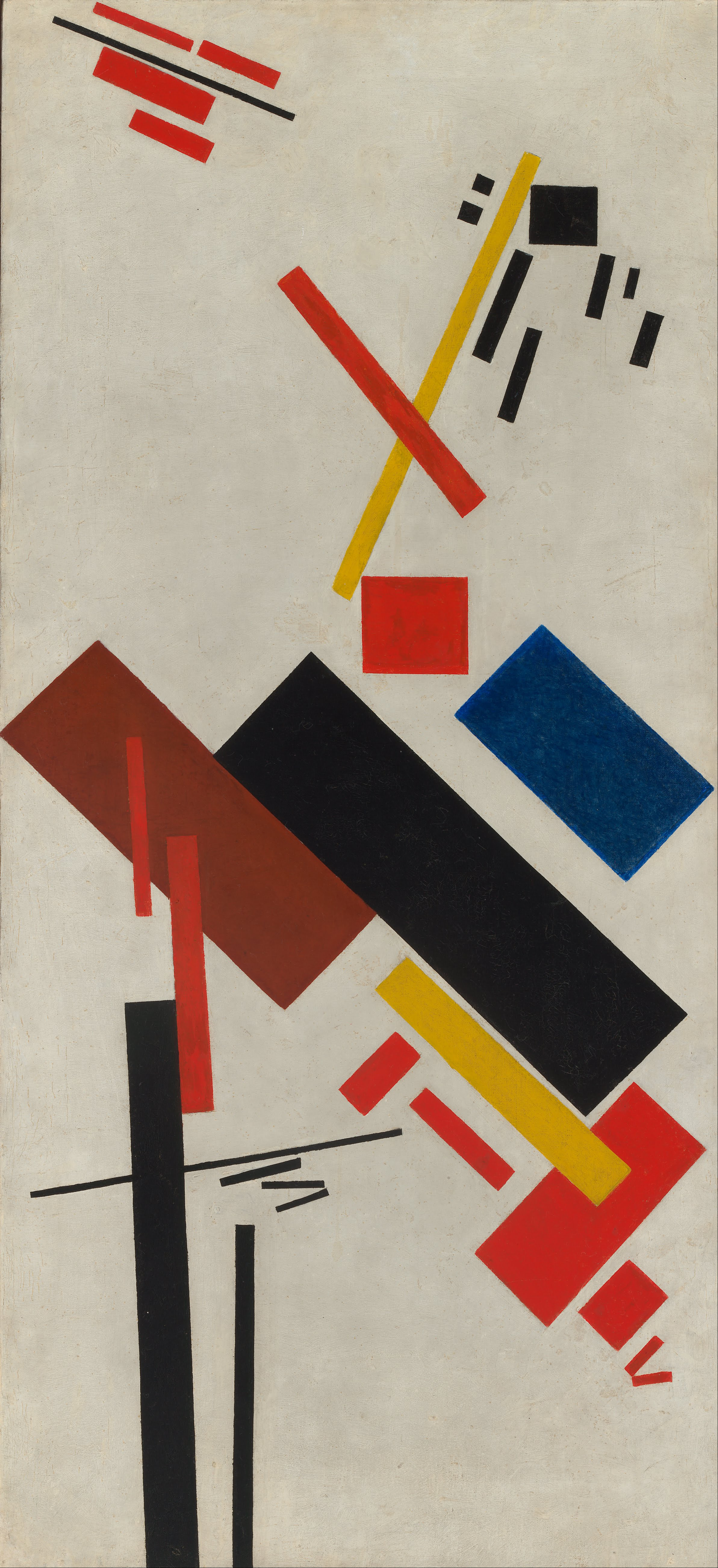
خانه‌ای در دست ساخت ۱۹۱۶ م. اثر کازیمیر ماله‌ویچ
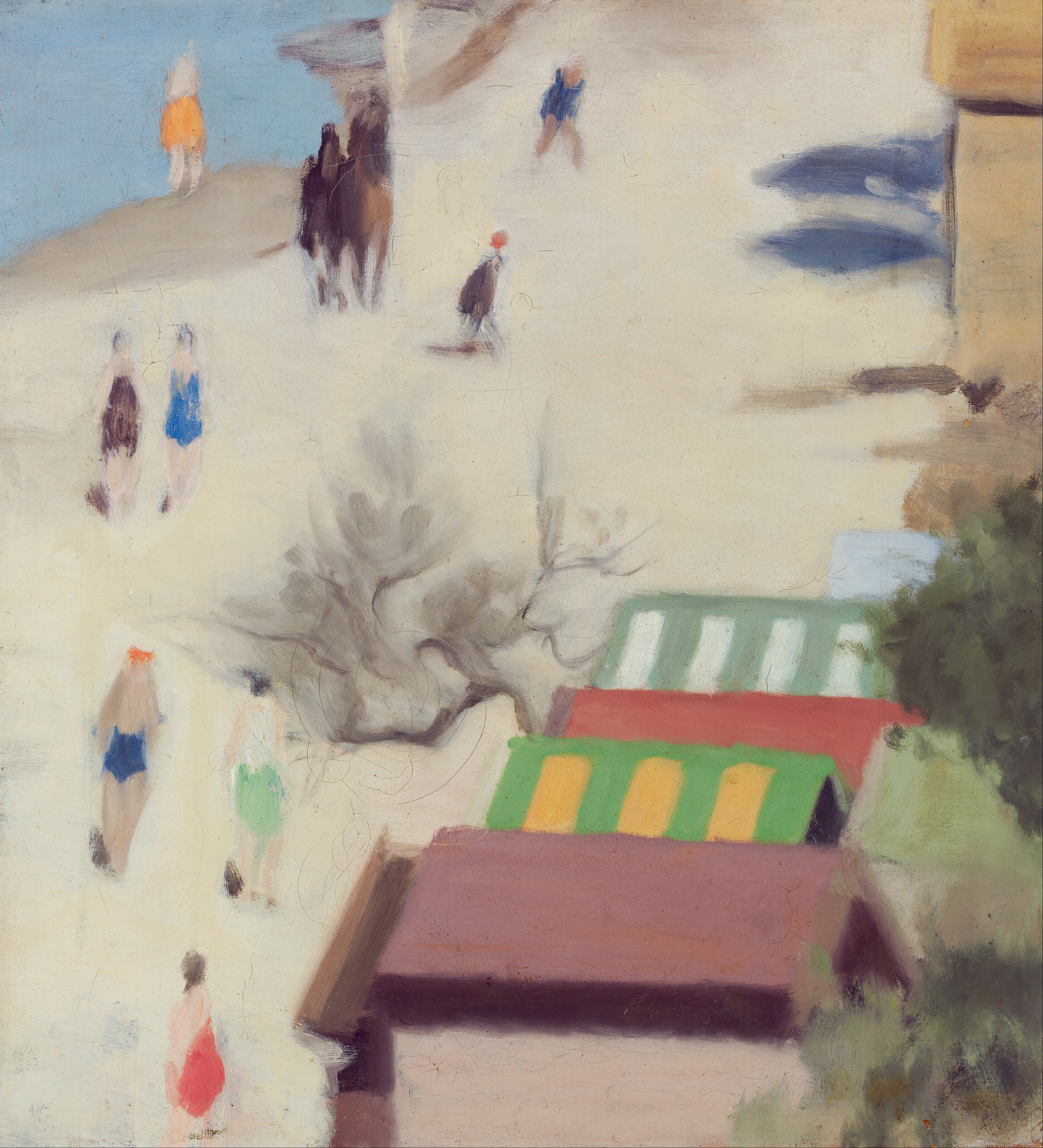
ساحل ساندرینگهام
حوالی ۱۹۳۳ م.
اثر کلاریس بکت